# هوانگ جونگ-هیون
هوانگ جونگ-هیون (انگلیسی: Hwang Jong-hyun؛ زادهٔ ۲۰ مه ۱۹۷۵) بازیکن هاکی روی چمن اهل کره جنوبی بود.
وی در مسابقات کشوری و بین‌المللی در مجموع برندهٔ ۱ مدال طلا، ۲ مدال نقره، ۱ مدال برنز شده‌است.